# 源頼政
源 頼政（みなもと の よりまさ）は、平安時代末期の武将・公卿・歌人。兵庫頭源仲政の長男。清和源氏としては初めて従三位に叙せられた。後世においても、源三位（げんざんみ）の通称が伝わる（同時代的に「源三位」と称された人物は頼政に限らない）。また、父と同じく「馬場」を号とし馬場頼政（ばば の よりまさ）ともいう。
保元の乱と平治の乱で勝者の側に属し、戦後は平氏政権下で源氏の長老として中央政界に留まった。平清盛から信頼され推挙により、晩年には武士としては破格の従三位に昇り公卿に列した。
しかし、平家の専横に不満が高まる中で、後白河天皇の皇子である以仁王と結んで挙兵を計画し、諸国の源氏に平家打倒の令旨を伝えた。計画が露見して準備不足のまま挙兵を余儀なくされ、そのまま平家の追討を受けて宇治平等院の戦いに敗れ自害した（以仁王の挙兵）。

## 生涯

### 大内守護
頼政は源頼光の系統の摂津源氏で、畿内近国に地盤を持ち中央に進出し、朝廷や摂関家近くで活動する京武士だった。摂津国渡辺（現在の大阪市中央区）を基盤とし、当地の滝口武者の一族である嵯峨源氏の渡辺氏を郎党にして大内守護（皇室警護の近衛兵のようなもの）の任に就いていた。頼光は公家との交流が多いことから著名な歌人でもあり、その子孫たちも和歌をよくした。頼政もまた優れた歌人として後世に知られることになる。
青年期の頼政について史料は乏しいが、父の仲政が下総守に赴任した時に、これに同行している。保延年間（1135年-1140年）頃に家督を譲られ、保延2年（1136年）に六位蔵人に補任され、同年従五位下に叙された。頼政は鳥羽院に仕え、寵妃の美福門院や院近臣の藤原家成と交流を持っている。

### 保元・平治の乱
鳥羽院政末期、後白河天皇と崇徳上皇が対立、鳥羽法皇が重篤に陥った際、美福門院へ頼りにすべき武士として名を挙げた一人に頼政の名があるなど、このころ頼政は美福門院に近い立場にいた。鳥羽法皇崩御後の保元元年（1156年）に保元の乱が起こると、頼政は美福門院が支持する天皇方に与し勝者の側となった。しかし同族全体でみると、河内源氏は源為義とその長男・義朝が分裂、為義とその子供の多くが処刑される大打撃を受けており、摂津源氏でも頼政の従兄弟の子である多田頼憲が子息と共に処刑されている。
その保元の乱の前年、久寿2年（1155年）には関東で義朝の長男・義平と争い大蔵合戦で討ち死にした源義賢の長男・仲家（木曾義仲の兄）を、経緯は不明だが養子にしている。また保元の乱の翌年、保元2年（1157年）には頼政の弟の頼行が、突然罪を受けて流罪となり自害する事件が起きた。頼政は頼行の子の源宗頼・源政綱・源兼綱を養子にしている。
保元3年（1158年）、院の昇殿を許された。保元の乱の後、後白河天皇が権力を握り、その側近・信西が勢力を伸ばした。しかし美福門院らの一派が守仁親王（二条天皇）への譲位を求めてくる。元々、守仁即位までの中継ぎとして即位していた後白河帝は譲位せざるを得ず、院政を開始した。だが対立は解消せず、後白河院政支持派、二条天皇親政派が生まれた。その上、権力を掌握していた信西が天皇親政派と関係があったため、純粋な院政支持派として藤原信頼が台頭してきた。保元の乱で摂関家の権威は地に落ちており、信西派・信頼派・二条天皇親政派が対立して政局は混乱を極めた。
政局混乱の中で信頼らの院政支持派と天皇親政派は反信西で手を結び、平治元年（1159年）12月、都で最大の軍事力を有し中立派の平清盛が熊野参詣中という軍事空白期間に、信西政権へのクーデターを起こして信西を殺害、権力を掌握した（平治の乱）。美福門院が支持する二条天皇への支援という名目で、頼政はこの信頼中心のクーデターに参加した。しかし実権を握った信頼派と協力のみの天皇親政派はすぐに反目し、平清盛が中立から反信頼となると、天皇親政派は二条天皇を内裏から脱出させて六波羅の清盛陣営へ迎えてしまった。この結果、二条天皇や美福門院に近い立場にある頼政は信頼に従う意味を失うこととなる。
12月27日、清盛と義朝の決戦が行われたとき、信頼に従う意味を失った頼政は最終的には二条天皇を擁する清盛に味方した。同じく二条天皇側近として信頼方に加わっていた源光保も清盛方に付いた。五条河原に控えていた頼政だったが、義朝の長男・義平の攻撃を受けて合戦となり、敗れている。
こうして信頼と最後まで行動をともにした義朝は敗死して河内源氏は没落、事実上中央から消えてしまった。

### 平氏政権下での源氏の長老

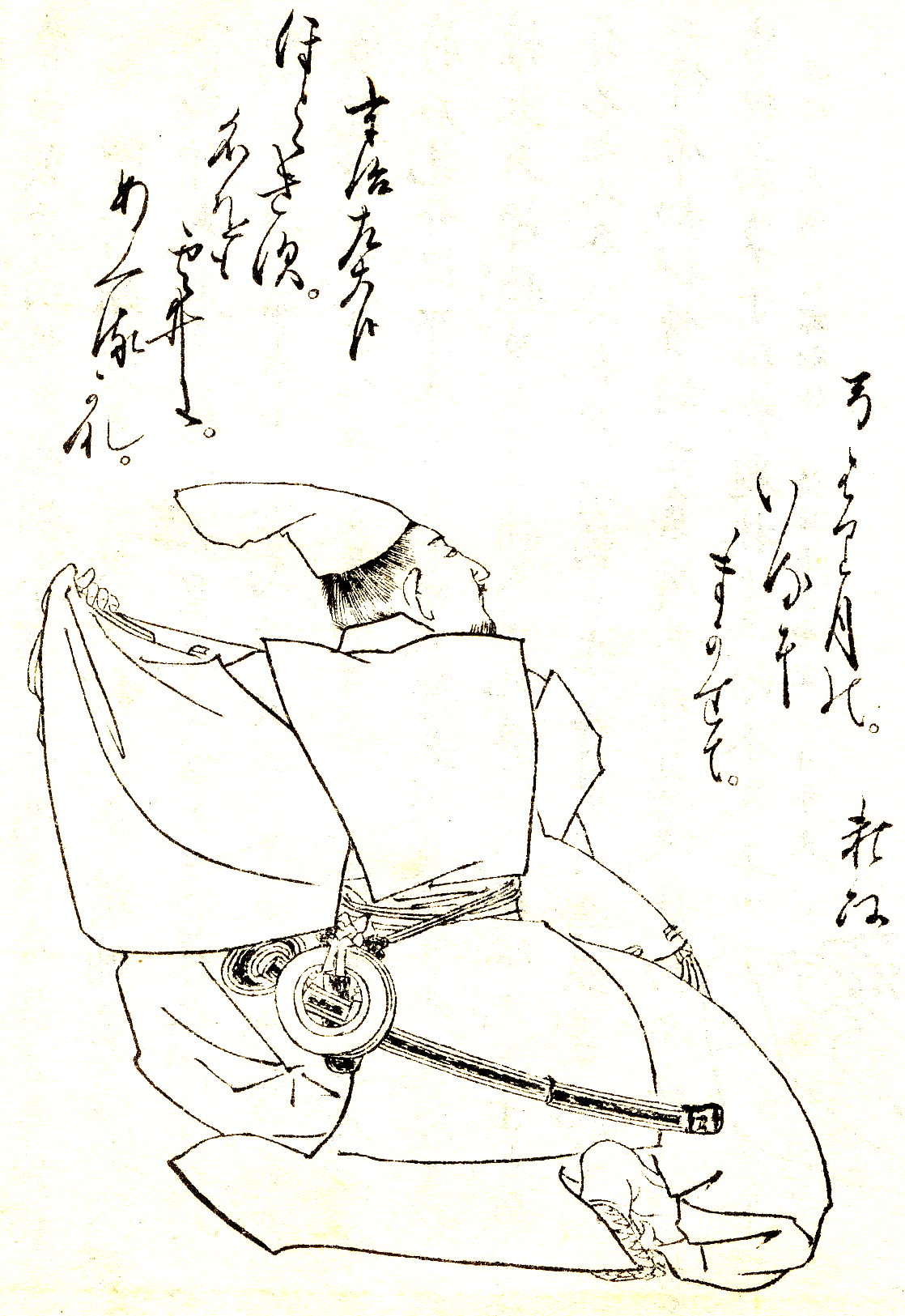
源頼政「弓はり月のいるにまかせて」
（菊池容斎画『前賢故実』より）

頼政は平氏政権下で中央政界に留まり、源氏の長老の位置を占めた。仁安2年（1167年）、従四位下に昇叙。頼政は大内守護として、嫡男の仲綱とともに二条天皇・六条天皇・高倉天皇の三代に仕え、また後白河法皇の武力として活動している。安元3年（1177年）、院近臣の西光と対立した延暦寺大衆が強訴に攻め寄せた時には平重盛らとともに御所の警護に出動している。
歌人として優れていた頼政は藤原俊成や俊恵、殷富門院大輔など多くの著名歌人と交流があったことが知られ、その詠歌は『詞花集』以下の勅撰和歌集に計59首入集しており、家集に『源三位頼政集』が残る。また、晩年は官位への不満をもらす歌が多くなっている。頼政の位階は正四位下だが、従三位からが公卿であり、正四位とは格段の差があった。70歳を超えた頼政は一門の栄誉として従三位への昇進を強く望んでいた。治承2年（1178年）、清盛の推挙により念願の従三位に昇叙した。
『平家物語』によると、清盛は頼政の階位について完全に失念しておりそのため長らく正四位であった頼政が、
という和歌を詠んだところ、清盛は初めて頼政が正四位に留まっていたことを知り、従三位に昇進させたという。
史実でもこの頼政の従三位昇進は相当破格の扱いで、九条兼実が日記『玉葉』に「第一之珍事也」と記しているほどである。清盛が頼政を信頼し、永年の忠実に報いたことになる。この時74歳であった。
翌治承3年（1179年）11月、出家して家督を嫡男の仲綱に譲った。

### 以仁王の挙兵
この頃、平氏政権と後白河院政との間で軋みが生じていた。治承元年（1177年）に鹿ケ谷の陰謀事件が起きて法皇の関与が疑われた。そして、治承3年（1179年）11月、法皇と対立した清盛は福原から兵を率いて京へ乱入して反乱を断行、院政を停止して法皇を幽閉する挙に出た（治承三年の政変）。翌治承4年（1180年）2月、清盛は高倉天皇を譲位させ、高倉帝と清盛の娘・徳子との間に生まれた3歳の安徳天皇を即位させた。
これに不満を持ったのが後白河法皇の第三皇子の以仁王（高倉宮・三条宮）である。以仁王は法皇の妹・八条院暲子内親王の猶子となって皇位への望みをつないでいたが、安徳天皇の即位でその望みが全く絶たれてしまった。頼政はこの以仁王と結んで平氏政権打倒の挙兵を計画した。
挙兵の動機について、『平家物語』では仲綱の愛馬を巡って清盛の三男の平宗盛がひどい侮辱を与えたことが原因であるとし、頼政は武士の意地から挙兵を決意して夜半に以仁王の邸を訪ね、挙兵をもちかけたことになっている。しかし軍記物語である『平家物語』のエピソードは信じ難く、当時77歳という高齢で清盛の推挙によって破格の従三位にまでなって功成り名遂げ、清盛に恨みもない頼政が謀反を考える理由は見当たらないことから、皇位への道を断たれて不満を持っていた以仁王の方から頼政に挙兵を持ちかけたという説もある。一方で、代々の大内守護として鳥羽院直系の近衛天皇・二条天皇に仕えた頼政が系統の違う高倉天皇・安徳天皇の即位に反発したという説もある。また、以仁王との共謀自体が頼政挙兵の動機を説明づけようとした『平家物語』の創作で、5月21日の園城寺攻撃命令に出家の身である頼政が反抗したために、平氏側に捕らえられることを恐れて以仁王側に奔ったとする説もある。
同年4月、頼政と以仁王は諸国の源氏と大寺社に平氏打倒を呼びかける令旨を作成し、源行家（為義の十男）を伝達の使者とした。だが5月にはこの挙兵計画は露見、平氏は検非違使に命じて以仁王の逮捕を決めた。だが、その追っ手には頼政の養子の兼綱が含まれていたことから、まだ平氏は頼政の関与に気付いていなかったことがわかる。以仁王は園城寺へ脱出して匿われた。5月21日に平氏は園城寺攻撃を決めるが、その編成にも頼政が含まれていた。その夜、頼政は自邸を焼くと仲綱・兼綱以下の一族を率いて園城寺に入り、以仁王と合流。平氏打倒の意思を明らかにした。
挙兵計画では、園城寺の他に延暦寺や興福寺の決起を見込んでいたが、平氏の懐柔工作で延暦寺が中立化してしまった。25日夜には園城寺も危険になり、頼政は以仁王とともに南都興福寺へ向かうが、夜間の行軍で以仁王が疲労して落馬し、途中の宇治平等院で休息を取った。そこへ平氏の大軍が攻め寄せた。

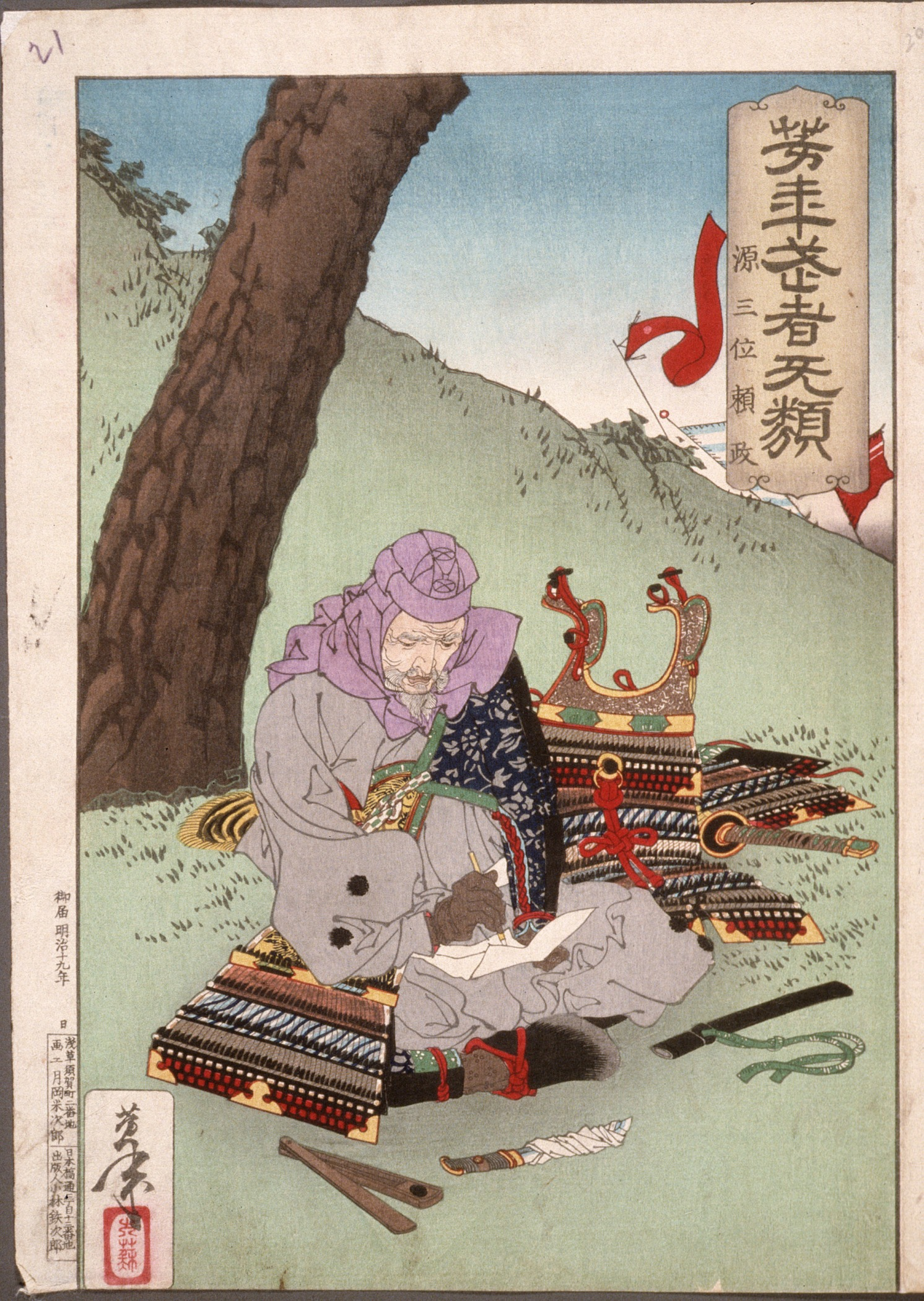
辞世の句を詠む頼政。月岡芳年画

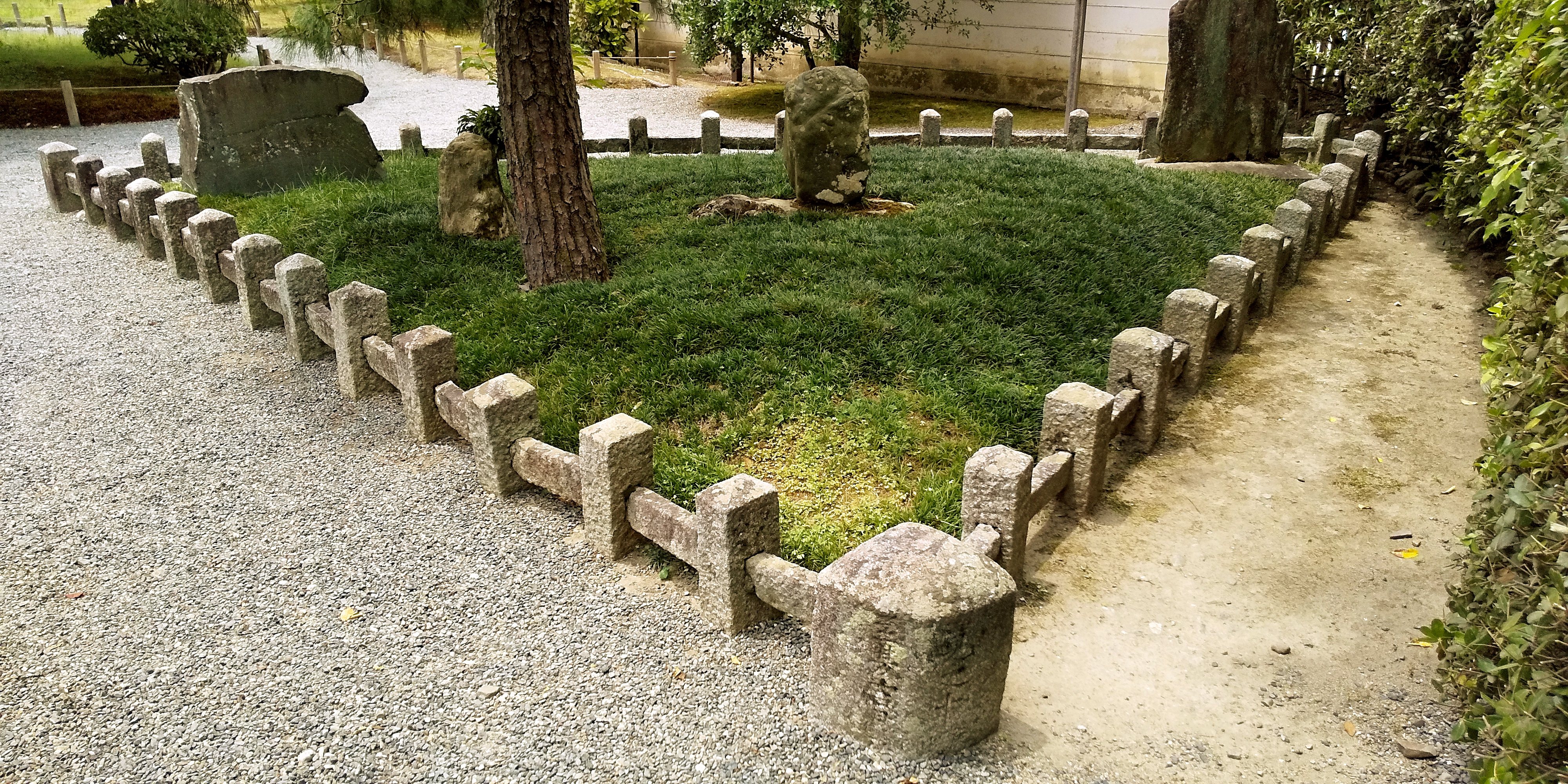
扇の芝(源頼政公自刃の地)

26日に合戦になり、頼政軍は宇治橋の橋板を落として抵抗するが、平氏軍に宇治川を強行渡河されてしまう。頼政は以仁王を逃すべく平等院に籠って抵抗するが多勢に無勢で、子の仲綱や宗綱や兼綱が次々に討ち死にあるいは自害し、頼政も辞世の句を残して郎党の渡辺唱（となう）の介錯で腹を切って自刃した。享年77。
以仁王は脱出したが、藤原景高・伊藤忠綱らが率いる追討軍に追いつかれて討ち取られた。以仁王と頼政の挙兵は失敗したが、以仁王の令旨の効果は大きく、これを奉じて源頼朝・義仲をはじめとする諸国の源氏や大寺社が蜂起し、治承・寿永の乱に突入し、平氏は滅びることになる。皇太子時代に京都に滞在中宇治を訪れた大正天皇は『遊宇治』という漢詩にて「宇治の地で最も素晴らしいのは平等院鳳凰堂の威容でありここで自刃した源頼政の辞世の歌は心を動かす」と詠んでいる。
頼政の末子の広綱や、仲綱の子の有綱・成綱は知行国の伊豆国にいたため生き残り、伊豆で挙兵した頼朝の幕下に参加している。

## 経歴
※日付は旧暦のもの
- 保延2年（1136年）
  - 4月17日：蔵人に補任。
  - 6月13日：従五位下に叙位。
- 仁平3年（1153年）3月：美福門院昇殿を許される。
- 久寿2年（1155年）10月22日：兵庫頭に任官。
- 保元3年（1158年）10月2日：内昇殿を許される。
- 保元4年（1159年）
  - 1月28日：従五位上に昇叙。兵庫頭如元。
  - 改元して平治元年12月10日：伊豆守を兼任（退任時期は不詳）。
- 仁安元年（1166年）10月21日：正五位下に昇叙。兵庫頭去る。
- 仁安2年（1167年）1月30日：従四位下に昇叙。
- 仁安3年（1168年）11月20日：従四位上に昇叙。
- 嘉応2年（1170年）1月14日：右京権大夫に任官。
- 承安元年（1171年）12月9日：正四位下に昇叙。右京権大夫如元。
- 承安3年（1173年）1月19日：備後権守を兼任。
- 安元2年（1175年）2月5日：右京権大夫・備後権守両官辞任。
- 治承2年（1178年）12月24日：従三位に昇叙。
- 治承3年（1179年）11月28日：出家。
- 治承4年（1180年）5月26日：薨去。法名「蓮華寺建法澤山頼圓」

## 伝説・伝承

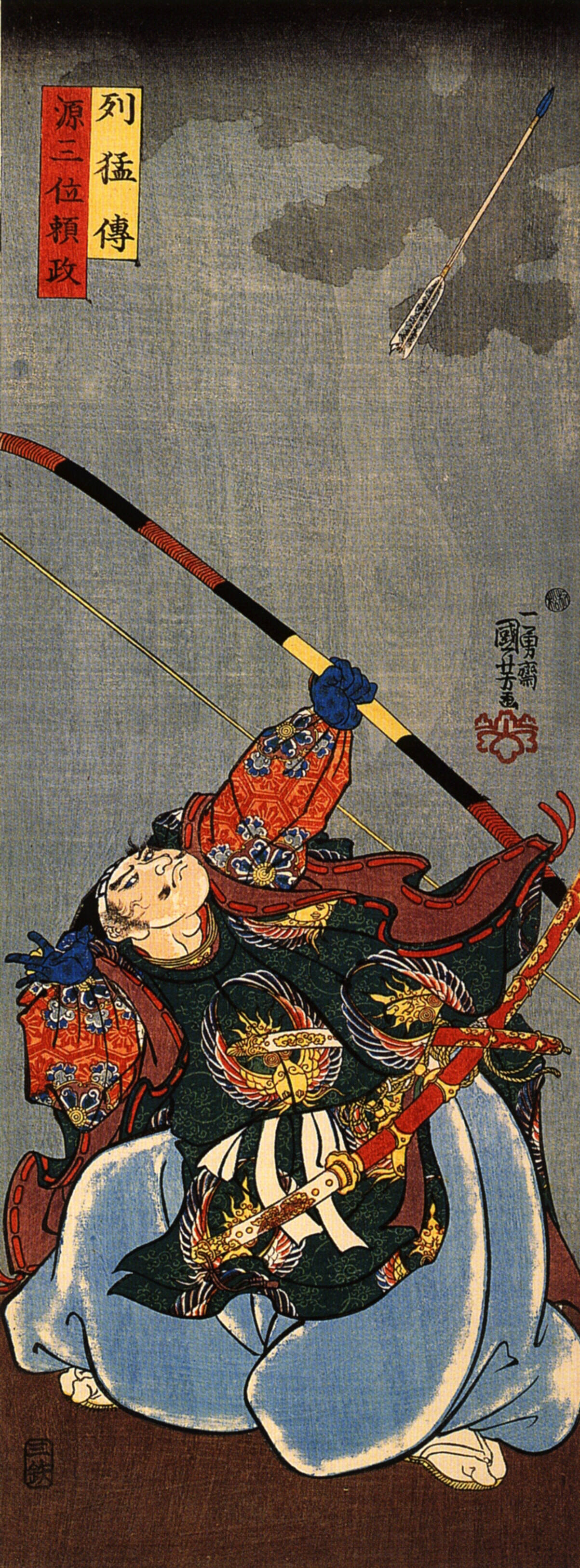
源三位頼政（歌川国芳画『列猛伝』より）

### 『平家物語』の説話
古典『平家物語』には鵺（ぬえ）と呼ばれる怪物退治の説話が記されている。それによると、近衛天皇の御世、帝が毎晩何かに怯えるようになった。
その昔、帝の病平癒祈願のため、源氏の棟梁・源義家が御所にあがり、「陸奥守、源義家！」と叫んで弓の弦を三度鳴らしたところ病魔が退散し、帝の容態はみるみる回復した。
そのため此度も武士を警護につけるがよかろうということになり、同じ源氏の一門で武勇の誉れ高かった頼政が選ばれた。そして深夜、頼政が御所の庭を警護していたところ、艮（うしとら）の方角（＝北東の方角）よりもくもくと黒雲が湧き上がり、その中から頭が猿、胴が狸、手足が虎、尾が蛇という「鵺」と呼ばれる怪物が現れた。頼政は弓で鵺を射、駆けつけた郎党・猪早太（いのはやた）が太刀で仕留める。その後、頼政は仕留めた鵺の体をバラバラに切り刻み、それぞれ笹の小船に乗せて海に流したという。この時に使った矢竹は佐渡島の矢島産と言われている。
現存する平安期の日本刀に「獅子王(ししおう)」の号が付けられた太刀があり、この鵺退治の功により朝廷より頼政に下賜されたものである、との伝承がある。
また、現在愛知県名古屋市にある徳川美術館が所有している香木の蘭奢待のかけらは、頼政が獅子王の太刀を下賜された際に同時に拝領したものであるという。

## 墓所

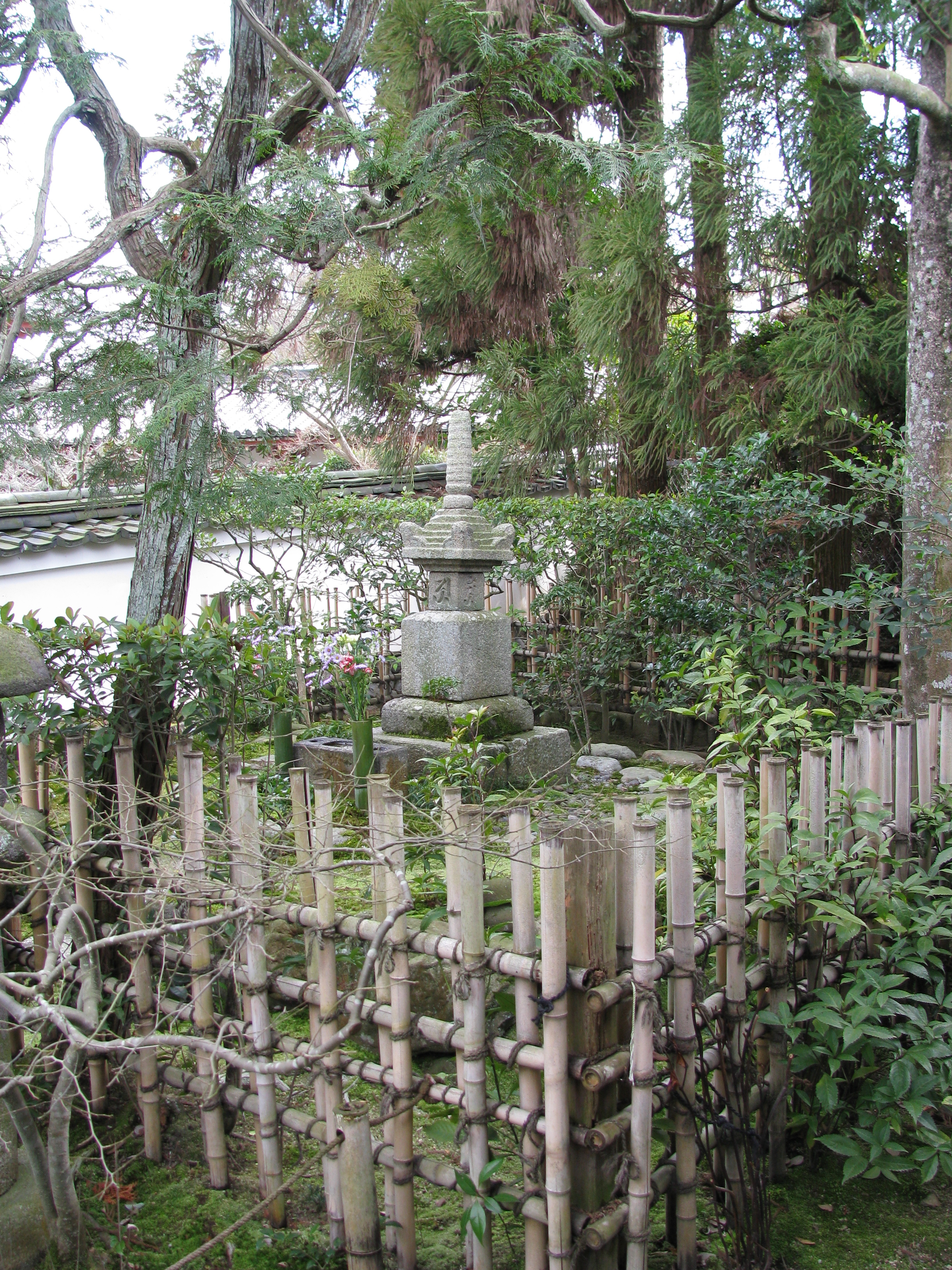
平等院最勝院の源頼政墓

墓所は終焉の地である京都府宇治市の平等院。頼政の命日である5月26日には毎年法要が営まれている。
その他、郎党・猪早太らが頼政の叔父源国直（山県国直）の美濃の領地に首を持ち運び葬ったとの伝承が残る岐阜県関市の蓮華寺や、郎党下河辺氏が主を祭ったと伝わる茨城県古河市の頼政神社（こちらにも頼政の首塚伝説が存在）、京都府亀岡市西つつじヶ丘の頼政塚などがある。また、頼政との直接的な関係は詳らかでないが、兵庫県西脇市の長明寺にも頼政の墓があり、周辺にゆかりの地とされる場所が残っている。

### 頼政を祭神とする神社
関東近県にいくつかある。多くは旧藩主大河内氏が源頼政等を祖先として祀ったもの。
- 豊城神社（とよきじんじゃ） - 愛知県豊橋市
- 頼政神社（よりまさじんじゃ） - 群馬県高崎市
- 頼政神社（よりまさじんじゃ） - 茨城県古河市
- 頼政神社（よりまさじんじゃ） - 茨城県龍ケ崎市

### 頼政を祀る寺院
関東近県にいくつかある。
- 本光寺（ほんこうじ） - 千葉県市川市

## 系譜
摂津源氏の嫡流であった源頼綱の次男・仲政の長子として生まれ源頼光の玄孫にあたる。多田荘を継承した多田源氏の傍流にあたるが、官位の面で最も栄達したことに加え一門の長老的存在にあったことなどから頼政を摂津源氏の嫡流、強いては武門源氏の嫡流とする意見もある。
- 父：源仲政 - 源頼綱の次男。
- 母：藤原友実女 - 藤原南家貞嗣流の出身。
- 兄弟
  - 源頼行 - 頼政の同母弟。保元2年（1157年）に自害。
  - 源光重 - 深栖三郎。もと源光信（美濃源氏）の子であったが後に仲政の養子となる。子に堀頼重らがある。
  - 源泰政 - 池田奉貞の養子となり池田氏の名跡を継ぐ。改姓し紀奉政とも。子に奉光、望政らがある。
  - 法性寺殿三河 - 藤原忠通家女房。歌人。
  - 皇后宮美濃 - 令子内親王家女房。歌人。
  - 女子 - 権中納言藤原経定室。
- 妻：源斉頼女 - 清和源氏満政流の出身。斉頼の孫娘とも云われる。
  - 源仲綱 - 頼政の嫡子。歌人。以仁王の挙兵で父と共に討死。
  - 二条院讃岐 - 歌人。葉室家の一族・宮内大輔藤原重頼室。
- 側室：菖蒲前 - 伊豆長岡古奈の生まれ[11]。もと鳥羽院の女房。頼政との間に二子あり。平治の乱後は、頼政の郎党の猪野隼太(勝谷右京)に導かれて安芸国賀茂郡に逃れ、頼政と早世の息子・種若丸の菩提を弔おうと観現寺を建立。福成寺の真浄上人に帰依して出家し、そこで人生を終えた[12]。菖蒲前が生を終えた現在の東広島市八本松町原には菖蒲前を祭る小倉神社が建ち、命日の8月27日には祭礼がある。社殿近くの山中には菖蒲前の墓と伝わる宝篋印塔がある[13]。
- 生母不明
  - 源頼兼 - 大内守護。鎌倉幕府御家人。
  - 源広綱 - 頼政の末子。鎌倉幕府御家人。
  - 頼尊 - 阿闍梨。
  - 散尊 - 阿闍梨。
  - 女：四条家の一族・右京大夫藤原隆保室。
  - 女：藤原北家勧修寺流の一族・太皇太后宮権大進藤原憲定室。
  - 女：信濃村上氏の一族・中務権大輔源経業（源明国）室。
- 養子
  - 源国政 - 叔父源国直の子。子孫は山県氏。
  - 源宗頼 - 弟頼行の子。子に頼連らがある。子孫は小国氏。
  - 源政綱 - 弟頼行の子。
  - 源兼綱 - 弟頼行の子。以仁王の挙兵で頼政と共に討死。
  - 源仲家 - 源義賢の嫡子。以仁王の挙兵で頼政と共に討死。
- 従兄弟
  - 源行国 - 多田源氏を継承。
  - 藤原顕憲 - 父方の叔母盛子の子。子孫は上杉氏。
  - 藤原範季 - 母方の従兄弟。源範頼の養父。

## 郎党
頼政は摂津源氏の本拠地多田荘が伯父の系統に相続されたのに対し摂津国渡辺付近（現在の大阪府大阪市付近）を本拠としたとされ、同地に武士団を形成する渡辺党を主力の郎党としていたことが広く知られているほか、下総国の八条院領下河辺荘の開発領主である下河辺行義の一族もその郎党としていたことが知られている。
東国武士である下河辺氏を郎党とした背景には父仲政が下総守として頼政を伴い任国に下向していたことや彼らの所領である下河辺荘の成立に頼政らの協力があったことなどが考えられている。

## 子孫
- 下間氏
嫡孫宗綱（嫡男仲綱の嫡子）の子孫を自称する下間氏がいる。下間氏は本願寺の重臣となり、戦国時代には一向一揆において中心的役割を果たす。さらに降って江戸時代には一族から池田重利が出て一万石を領し、大名となった。
- 及川氏
孫（上記の宗綱及び有綱の弟にあたる）の源成綱（伊豆冠者成綱）は但馬国木崎郡及川荘を領してはじめて及川氏を称した（及川左衛門尉盛綱）。また源仲綱の異母弟・源政嗣もそののち及川氏を称したので二系統の及川氏ができた。
- 太田氏・梶原氏
末子広綱の子孫に太田氏一族がいる。太田氏からは太田道灌の甥で扇谷上杉家に仕えた太田資家その子資頼。資頼の子には資顕、資正らがいる。資正の嫡男に氏資、次男に梶原政景がいる。さらに、太田氏の子孫からは江戸幕府老中太田資始や幕末の水戸藩家老太田誠左衛門などが出る。
- 大河内氏
養子兼綱の子顕綱は大河内氏を称し、江戸時代には知恵伊豆と呼ばれた松平信綱が出る。
- 猪子氏
戦国時代の武将、猪子一時・兵助兄弟は頼政の後裔を称している。
- 馬場氏
甲斐の武田信玄の四名臣の一人とされる馬場信春を出した馬場氏も出自に諸説があるが、一説には頼政の子孫であるという。